# Pont Millard E. Tydings Memorial

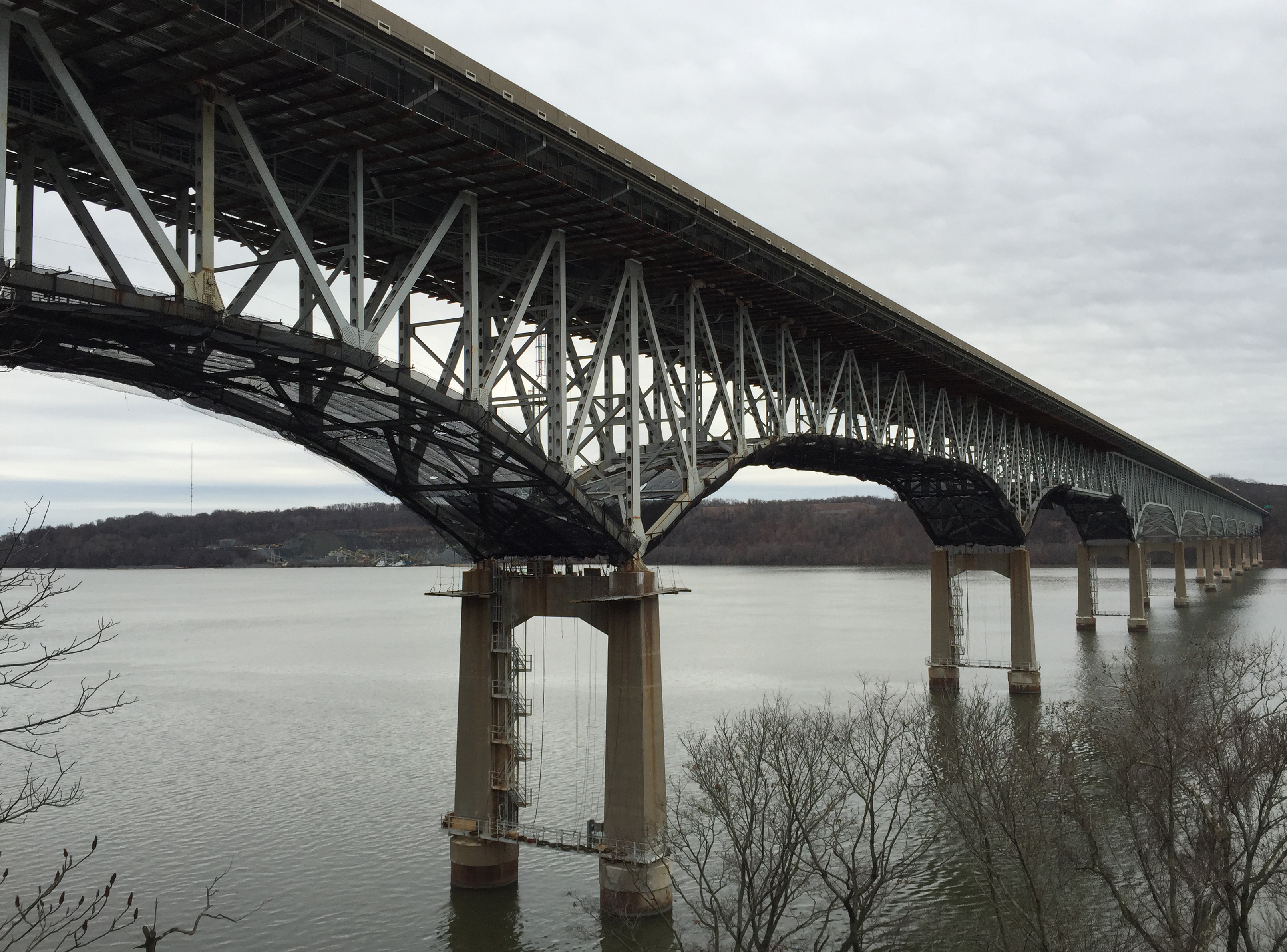
Vue du pont Millard E. Tydings Memorial depuis le sud-ouest.

Le pont Millard E. Tydings Memorial enjambe le fleuve Susquehanna entre les comtés de Cecil et Harford au Maryland. Il fait partie de l'autoroute inter-États 95 qui longe la côte est des États-Unis, il relie la Floride au Nouveau-Brunswick (Canada). Ce pont reçoit un trafic d'environ 29 millions de véhicules annuellement. Il doit son nom à Millard Tydings (1890–1961), homme politique de longue date et sénateur des États-Unis (1927–1951). 
Le pont fut construit entre janvier 1962 et novembre 1963 entre deux falaises surplombant le fleuve et est donc sujet à de forts vents de travers par moments. Il inauguré par le président John Fitzgerald Kennedy le 14 novembre 1963, huit jours avant son assassinat à Dallas. L'année suivante la portion d'autoroute sur laquelle se trouve le pont sur renommée John F. Kennedy Memorial Highway.
Ce pont est l'un des huit administrés par le Maryland Transportation Authority. Le péage se fait dans la direction nord seulement et se montait à 6 USD en 2011 pour les véhicules à deux essieux et 6 USD par essieu supplémentaire. Durant l’ouragan Sandy à la fin octobre 2012, il fut fermé au trafic pour la première fois de son histoire.

### Source
- (en) Cet article est partiellement ou en totalité issu de l’article de Wikipédia en anglais intitulé « Millard E. Tydings Memorial Bridge » (voir la liste des auteurs).